# Parròquia de Kalēti
La Parròquia de Kalēti (en letó: Kalētu pagasts) és una unitat administrativa del municipi de Priekule, al sud de Letònia. Abans de la reforma territorial administrativa de l'any 2009 pertanyia al raion de Liepaja.

## Pobles, viles i assentaments
- Kalēti (centre parroquial)
- Meiri
- Ozoli
- Upesmuiža

## Hidrografia

### Rius
- Bārta
- Vārtāja
- Ruņa
- Apše
- Āžu
- Birztala
- Vidvide